# Чотирикутна вежа в Рамані
Чотирикутна вежа в Рамані (азерб. Ramana qalası ) — пам'ятка розташована в селищі Рамана міста Баку.

## Історія
Вежа зведена приблизно в XIV столітті  з метою захисту за наказом одного з правителів Ширваншахів. Відмінною рисою вежі під час будівництва було те, що вона була призначена для тимчасового притулку, а не тривалого проживання.

## Архітектура
Висота чотирикутної вежі, розташованої в центрі — 15 метрів.
Територія, на якій розташований замок, двір і стіни, має форму подовженого багатокутника .
Вежа — чотириповерхова. Вона побудована з білого каменю. У лівій частині будівлі розташовані дві драбини. Між поверхами можна пересуватися тільки з допомогою драбини, а на увінчані зубчастим парапетом стіни ведуть кам'яні сходи. Вхід у двір розташований в західній частині споруди. А вхід до вежі знаходиться з боку вузького розриву між вежею і фортечною стіною.
За планом спорудження та архітектури вежа в Рамані дуже схожа з іншими аналогічними вежами в Апшероні .
Історики відзначають, що в стародавні часи був підземний хід через вежу в Рамані до Дівочої вежі та до селищі Бакіханова.

## У культурі
Фортеця використовувалася при зйомках фільмів «Кероглу», «Насімі» та «Бабек» . До початку зйомок фільму «Кероглу» фортеця перебувала в напівзруйнованому стані і була відреставрована в 1956 році .